# Seamus Deane
Pour les articles homonymes, voir Deane.
Œuvres principales
- A lire la nuit

Seamus Deane, né le 9 février 1940 à Londonderry (Irlande du Nord) et mort le 12 mai 2021 à Dublin, est un écrivain, poète et critique littéraire irlandais.

## Biographie
Seamus Deane naît à Londonderry (Derry) dans une famille de tradition républicaine et catholique. Il étudie à St. Columb's College à Derry où il se lie d’amitié avec Seamus Heaney, puis à l'université Queen's de Belfast avant de rejoindre Pembroke College à Cambridge pour son PhD.
Seamus Deane est professeur à l'université de Notre-Dame-du-Lac, en Indiana.

## Œuvre
Romans
Son premier roman Reading in the Dark, publié en 1996, fait partie de la sélection finale pour le Prix Booker et remporte l’Irish Times International Fiction Prizeet l’Irish Literature Prize en 1997.
Il est aussi l’auteur de The Field Day Anthology Of Irish Writing.
Œuvre non fictionnelle
- Celtic Revivals: Essays in Modern Irish Literature 1880-1980, 1985
- A Short History Of Irish Literature, 1986
- The French Enlightenment And Revolution In England 1789-1832, Harvard University Press, 1988
- Strange Country : Modernity and Nationhood in Irish Writing since 1790, 1997
- Foreign Affections: Essays On Edmund Burke, 2005

Poésie
- Gradual Wars, 1972
- Rumours, 1977
- History Lessons, 1983